# Azután
Azután ist eine zentralspanische Gemeinde mit 289 Einwohnern (Stand: 2024) in der Provinz Toledo der Region Kastilien-La Mancha.

## Lage und Klima
Azután liegt in der Sierra de Gredos im Westen der historischen Landschaft der La Mancha ca. 80 km (Fahrtstrecke) westsüdwestlich der Stadt Toledo in einer Höhe von ca. 230 m. Der Tajo begrenzt die Gemeinde im Norden.
Das Klima im Winter ist rau, im Sommer dagegen trocken und warm; der Regen fällt überwiegend in den Wintermonaten.

## Bevölkerungsentwicklung
| Jahr      | 1900 | 1970 | 1981 | 1991 | 2001 | 2011 | 2021 |
| Einwohner | 427  | 477  | 403  | 368  | 342  | 298  | 303  |

Die seit den 1950er Jahren zunehmende Mechanisierung der Landwirtschaft und die Aufgabe von bäuerlichen Kleinbetrieben führten auch in der Gemeinde zu einem Kaufkraftschwund und zur Abwanderung eines Teils der Bevölkerung.

## Sehenswürdigkeiten
- Dolmen von Azután
- Jakobuskirche (Iglesia de Santiago Apóstol)
- Rathaus

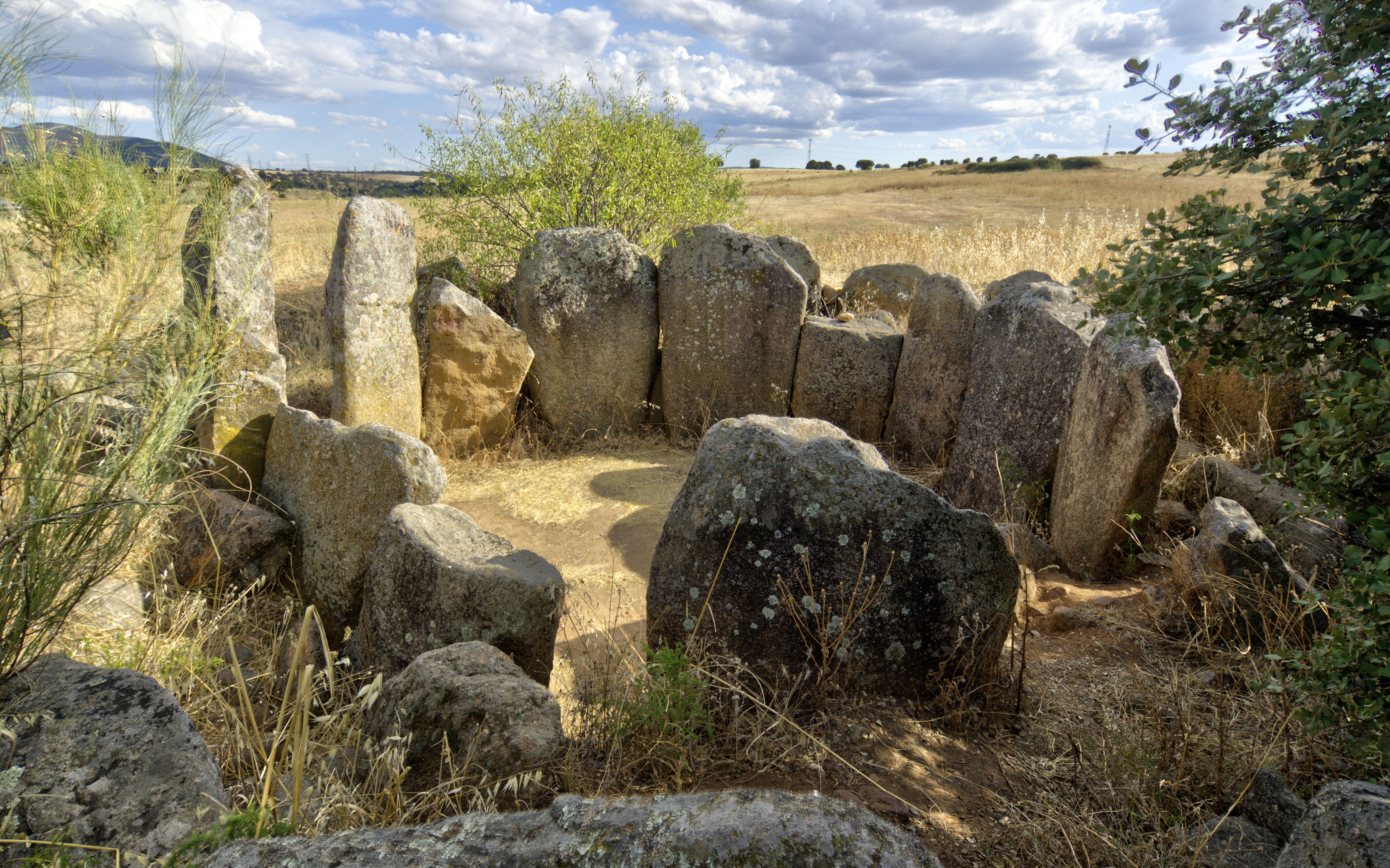
Dolmen
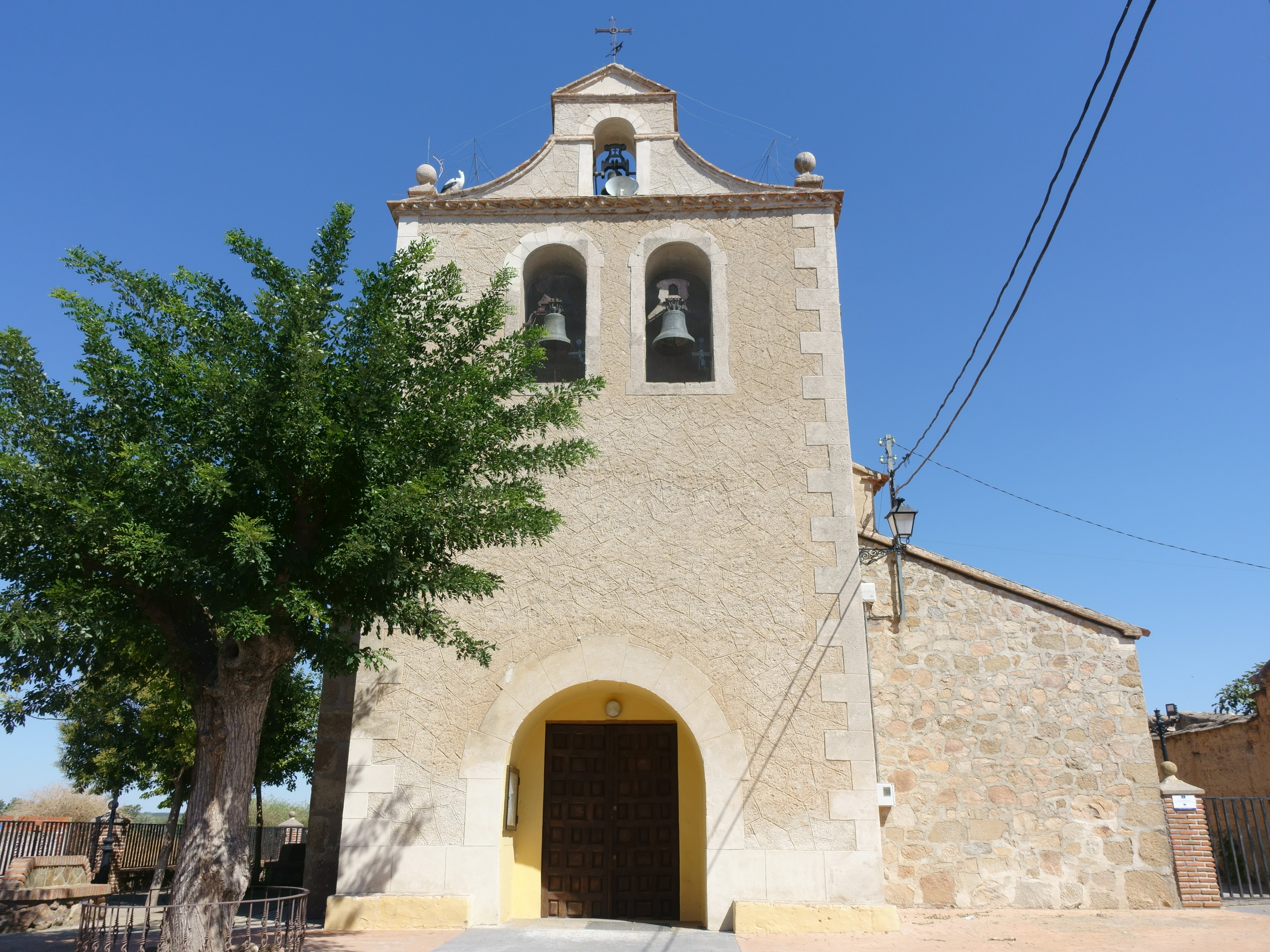
Jakobuskirche
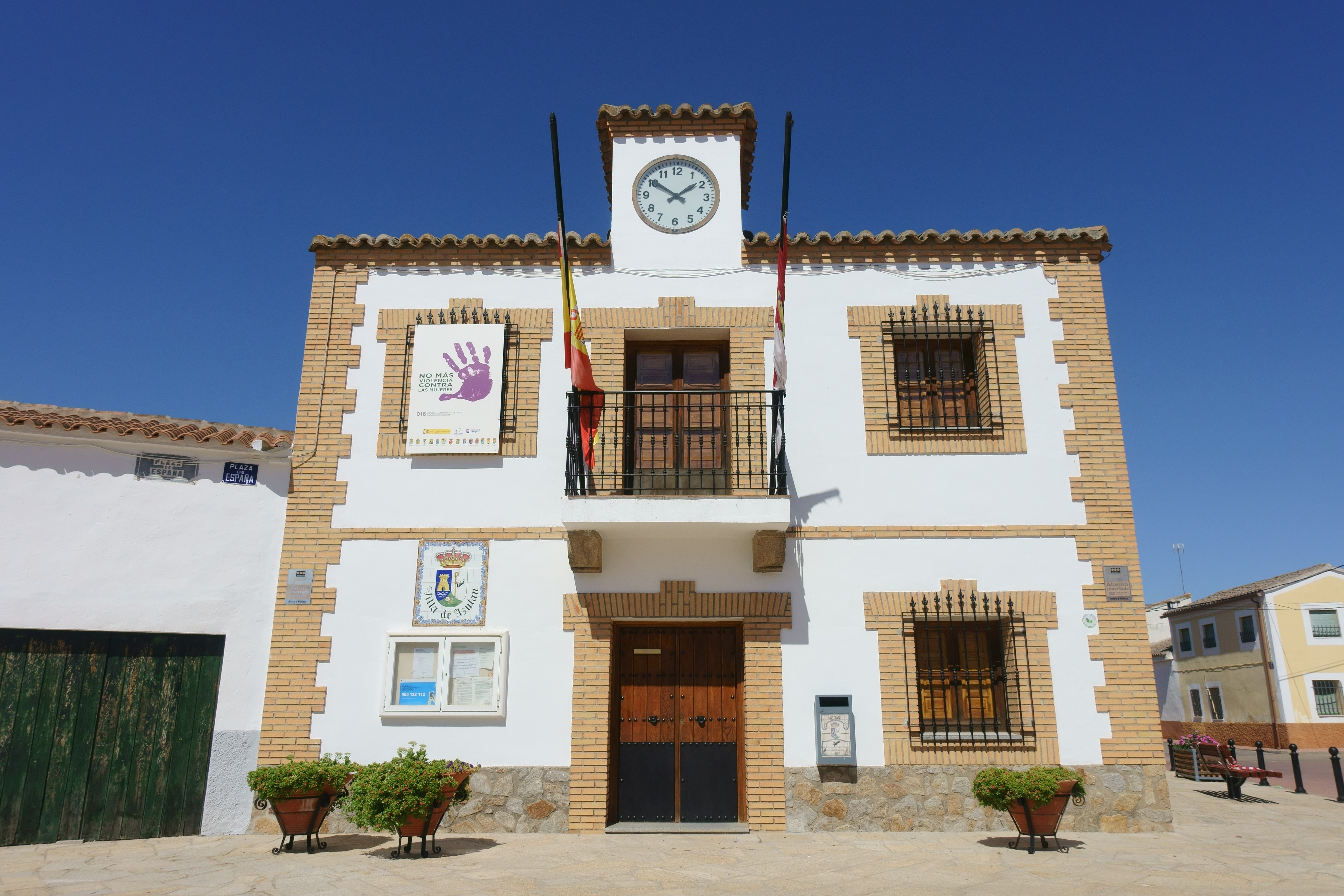
Rathaus